# بيير غيبود
بيير غيبود (بالفرنسية: Pierre Gibaud)‏ (22 أبريل 1988 بلافال في فرنسا - ) هو لاعب كرة قدم فرنسي في مركز الدفاع. لعب مع ستاد لافال ونادي النجم الأحمر سانت أوين ونادي روان ونادي سوشو ونادي لومان وUSJA Carquefou ‏.

## وصلات خارجية
- بيير غيبود على موقع قاعدة بيانات كرة القدم.إي يو (الإنجليزية)
- بيير غيبود على موقع Soccerway.com (الإنجليزية)
- بيير غيبود على موقع عالم كرة القدم.نت (الإنجليزية)
- بيير غيبود على موقع GSA (الإنجليزية)